# Persone di nome Luigi/Allenatori di calcio
| Questa pagina contiene informazioni ricavate automaticamente dalle voci biografiche con l'ausilio del template Bio e di un bot. L'aggiornamento è periodico e automatico e ricostruisce completamente la pagina. Se manca una persona in questa lista, sei pregato di non aggiungerla, ma accertati piuttosto che la sua voce biografica contenga il template Bio e che i dati anagrafici siano correttamente compilati. Se il template Bio manca, inseriscilo tu stesso o, in alternativa, metti l'avviso {{tmp\|Bio}} che ne segnala la mancanza. Se i dati riportati sono sbagliati, correggi direttamente la voce biografica; le modifiche saranno visibili in questa lista entro pochi giorni. Per chiarimenti vedi il progetto antroponimi. La lista contiene solo le 53 persone che sono citate nell'enciclopedia e per le quali è stato implementato correttamente il template Bio. Pagina aggiornata al 6 ago 2025. |

Questa è una lista di persone presenti nell'enciclopedia che hanno il nome Luigi e sono allenatori di calcio.

## A(4)
- Luigi Alfano, allenatore di calcio e ex calciatore italiano (Palma Campania, n. 1958)
- Luigi Anaclerio, allenatore di calcio e ex calciatore italiano (Bari, n. 1981)
- Luigi Apolloni, allenatore di calcio e ex calciatore italiano (Frascati, n. 1967)
- Luigi Asti, allenatore di calcio e calciatore italiano (Milano, n. 1922 - Milano, † 1977)

## B(7)
- Luigi Bajardi, allenatore di calcio e calciatore italiano (Vercelli, n. 1904 - Vercelli, † 1977)
- Luigi Bertolini, allenatore di calcio e calciatore italiano (Busalla, n. 1904 - Torino, † 1977)
- Luigi Boccolini, allenatore di calcio e ex calciatore italiano (Porto Recanati, n. 1946)
- Luigi Bosca, allenatore di calcio e ex calciatore italiano (Neive, n. 1945)
- Luigi Bugiardini, allenatore di calcio e ex calciatore italiano (Porto San Giorgio, n. 1971)
- Luigi Buglioni, allenatore di calcio e ex calciatore italiano (San Romano, n. 1938)
- Luigi Burlando, allenatore di calcio, calciatore e pallanuotista italiano (Genova, n. 1899 - Genova, † 1967)

## C(7)
- Luigi Cappanera, allenatore di calcio e ex calciatore italiano (Genova, n. 1947)
- Luigi Capuzzo, allenatore di calcio e ex calciatore italiano (Anguillara Veneta, n. 1958)
- Luigi Chiodi, allenatore di calcio e calciatore italiano (Vicenza, n. 1919 - Vicenza, † 1985)
- Luigi Ciarlantini, allenatore di calcio e ex calciatore italiano (Pomezia, n. 1960)
- Dario Compiani, allenatore di calcio e calciatore italiano (Spinadesco, n. 1903 - Cremona, † 1962)
- Luigi Consonni, allenatore di calcio e ex calciatore italiano (Seregno, n. 1977)
- Luigi Corino, allenatore di calcio e ex calciatore italiano (Benevento, n. 1966)

## D(6)
- Luigi Danova, allenatore di calcio e ex calciatore italiano (Sant'Angelo Lodigiano, n. 1952)
- Luigi De Canio, allenatore di calcio italiano (Matera, n. 1957)
- Luigi De Manes, allenatore di calcio e calciatore italiano (Napoli, n. 1900 - Napoli, † 1972)
- Luigi De Rosa, allenatore di calcio, dirigente sportivo e ex calciatore italiano (Bari, n. 1962)
- Luigi Della Rocca, allenatore di calcio e ex calciatore italiano (Brindisi, n. 1984)
- Luigi Di Biagio, allenatore di calcio e ex calciatore italiano (Roma, n. 1971)

## F(3)
- Luigi Ferrero, allenatore di calcio e calciatore italiano (Torino, n. 1904 - Torino, † 1984)
- Luigi Fresco, allenatore di calcio e dirigente sportivo italiano (Verona, n. 1961)
- Luigi Fuin, allenatore di calcio e calciatore italiano (Cologna Veneta, n. 1928 - Fiumicino, † 2009)

## G(5)
- Luigi Ganelli, allenatore di calcio e calciatore italiano (Codogno, n. 1920 - Codogno, † 1985)
- Luigi Garzya, allenatore di calcio e ex calciatore italiano (San Cesario di Lecce, n. 1969)
- Luigi Giandomenico, allenatore di calcio e ex calciatore italiano (Macerata, n. 1978)
- Luigi Giorgi, allenatore di calcio e ex calciatore italiano (Ascoli Piceno, n. 1987)
- Luigi Giuliano, allenatore di calcio e calciatore italiano (Vercelli, n. 1930 - Roma, † 1993)

## L(2)
- Luigi Lavecchia, allenatore di calcio e ex calciatore italiano (Torino, n. 1981)
- Luigi Lessi, allenatore di calcio e calciatore italiano (Livorno, n. 1910 - † 1987)

## M(5)
- Luigi Maldera, allenatore di calcio e calciatore italiano (Corato, n. 1946 - Milano, † 2021)
- Luigi Manueli, allenatore di calcio e ex calciatore italiano (Voghera, n. 1953)
- Luigi Mascalaito, allenatore di calcio e ex calciatore italiano (Verona, n. 1940)
- Luigi Molino, allenatore di calcio e ex calciatore italiano (Napoli, n. 1972)
- Luigi Muraro, allenatore di calcio e ex calciatore italiano (Dueville, n. 1951)

## P(4)
- Luigi Pagliuca, allenatore di calcio e ex calciatore italiano (Prato, n. 1979)
- Luigi Panarelli, allenatore di calcio e ex calciatore italiano (Taranto, n. 1976)
- Luigi Pasetti, allenatore di calcio e ex calciatore italiano (Francolino, n. 1945)
- Luigi Piras, allenatore di calcio e ex calciatore italiano (Selargius, n. 1954)

## R(3)
- Luigi Riccio, allenatore di calcio e ex calciatore italiano (Napoli, n. 1977)
- Luigi Rossetto, allenatore di calcio e calciatore italiano (n. 1912)
- Luigi Russo, allenatore di calcio e ex calciatore italiano (Sapri, n. 1964)

## S(3)
- Luigi Sacchetti, allenatore di calcio e ex calciatore italiano (Reggio Calabria, n. 1958)
- Luigi Sanseverino, allenatore di calcio e ex calciatore italiano (Napoli, n. 1950)
- Luigi Scarascia, allenatore di calcio e calciatore italiano (Tricase, n. 1928 - Lucugnano, † 2008)

## T(1)
- Luigi Turci, allenatore di calcio, dirigente sportivo e ex calciatore italiano (Cremona, n. 1970)

## V(2)
- Luigi Valsecchi, allenatore di calcio e calciatore italiano (Venezia, n. 1921 - Venezia, † 1989)
- Luigi Voltattorni, allenatore di calcio e ex calciatore italiano (San Benedetto del Tronto, n. 1964)

## Z(1)
- Luigi Zerbio, allenatore di calcio e ex calciatore italiano (Brescia, n. 1961)